# Орехово-Приморское
Оре́хово-Примо́рское — населённый пункт (тип: железнодорожная станция) в Черниговском районе Приморского края России. Входит в состав Сибирцевского городского поселения.

## География
На север по трассе «Уссури» до Сибирцево около 14 км, до районного центра Черниговка около 43 км.
Южнее станции Орехово-Приморское находится железнодорожный мост через реку Илистая.

## Население
| 2002 | 2008 | 2010 |
| ---- | ---- | ---- |
| 42   | ↘31  | ↘10  |

## Улицы
В населённом пункте имеется одна улица: ул. Вокзальная.

## Инфраструктура
Путевое хозяйство. Действует железнодорожная станция Орехово-Приморское.

## Транспорт
Автомобильный и железнодорожный транспорт. Автомобильная дорога к Орехово-Приморское идёт от села Орехово.